# Khit Thueng Witthaya
Khit Thueng Witthaya é um filme de drama tailandês de 2014 dirigido e escrito por Nithiwat Tharathorn. Foi selecionado como representante da Tailândia à edição do Oscar 2015, organizada pela Academia de Artes e Ciências Cinematográficas.

## Elenco
- Laila Boonyasak - Ann
- Sukrit Wisetkaew - Song
- Sukollawat Kanarot - Nui
- Chutima Teepanat - Nam
- Witawat Singlampong